# Armatocereus
Armatocereus é um gênero botânico da família Cactaceae.

## Espécies
- Armatocereus ghiesbreghtii
- Armatocereus matucanensis
- Armatocereus oligogonus